# Małgorzata Kazimierzówna
Małgorzata Kazimierzówna (ur. ok. 1422, zm. w okr. 1464–1467) – żona Albrechta III (VIII), hrabiego Lindau-Ruppin, córka Kazimierza V, księcia szczecińskiego i Katarzyny brunszwickiej.

## Małgorzata w źródłach
Imię Małgorzaty pojawiło się w dokumencie z 4 listopada 1437, który został wystawiony przez Fryderyka Młodszego, margrabiego brandenburskiego. Dokument ten był zabezpieczeniem oprawy wdowiej dla hrabiny. We współczesnej genealogii istnieje pogląd (E. Rymar), że data wystawienia dokumentu była zbliżona do dnia zaślubin Małgorzaty z Albrechtem, w Neu-Ruppin.
O jej życiu niewiele wiadomo. Ostatnie wiadomości pochodzą z czynności prawnych, które czyniła 28 lipca 1462. Wystawiła wówczas joannitom pokwitowanie ze sprzedaży dóbr swobnickich i kołbackich, które otrzymała po śmierci swej siostry Anny w 1459.
Miejsce jej pochówku nie jest znane. Być może została pochowana w Bernau koło Berlina.

## Rodzina
Małgorzata była trzecią żoną Albrechta III (VIII), hrabiego Lindau-Ruppin. Z tego związku, poświadczona źródłowo jest jedynie córka, tj.
- Katarzyna (ur. 1439, zm. 1485) – żona Albrechta V, księcia zwierzyńskiego[5].

### Genealogia
| Świętobor I ur. ok. 1351 zm. 21 VI 1413 | Świętobor I ur. ok. 1351 zm. 21 VI 1413 |                                                     |                                                     | Anna ur. zap. 1360 zm. w okr. 18 IV–17 X 1391 | Anna ur. zap. 1360 zm. w okr. 18 IV–17 X 1391 |  |  | Bernard I ur. ? zm. 1434 | Bernard I ur. ? zm. 1434 |                                                 |                                                 | Małgorzata sasko-wittenberska ur. ? zm. 1418 | Małgorzata sasko-wittenberska ur. ? zm. 1418 |
|                                         |                                         |                                                     |                                                     |                                               |                                               |  |  |                          |                          |                                                 |                                                 |                                              |                                              |
|                                         |                                         |                                                     |                                                     |                                               |                                               |  |  |                          |                          |                                                 |                                                 |                                              |                                              |
|                                         |                                         | Kazimierz V ur. ok. 1381 zm. w okr. 5 V–10 XII 1434 | Kazimierz V ur. ok. 1381 zm. w okr. 5 V–10 XII 1434 |                                               |                                               |  |  |                          |                          | Katarzyna brunszwicka ur. najwcz. 1389 zm. 1429 | Katarzyna brunszwicka ur. najwcz. 1389 zm. 1429 |                                              |                                              |
|                                         |                                         |                                                     |                                                     |                                               |                                               |  |  |                          |                          |                                                 |                                                 |                                              |                                              |
|                                         |                                         |                                                     |                                                     |                                               |                                               |  |  |                          |                          |                                                 |                                                 |                                              |                                              |
|                                         |                                         |                                                     |                                                     |                                               |                                               |  |  |                          |                          |                                                 |                                                 |                                              |                                              |

|  |  | Albrecht III (VIII) ur. w okr. 1405–1406 zm. 1460 OO ok. lub 4 XI 1437 | Albrecht III (VIII) ur. w okr. 1405–1406 zm. 1460 OO ok. lub 4 XI 1437 | Małgorzata Kazimierzówna (ur. ok. 1422, zm. w okr. 1464–1467) | Małgorzata Kazimierzówna (ur. ok. 1422, zm. w okr. 1464–1467) |  |  |  |  |
|  |  |                                                                        |                                                                        |                                                               |                                                               |  |  |  |  |
|  |  |                                                                        |                                                                        |                                                               |                                                               |  |  |  |  |
|  |  |                                                                        |                                                                        |                                                               |                                                               |  |  |  |  |
|  |  |                                                                        |                                                                        | Katarzyna ur. 1439 zm. 1485                                   |                                                               |  |  |  |  |

### Opracowania
- Edward Rymar, Rodowód książąt pomorskich, Szczecin: Książnica Pomorska im. Stanisława Staszica, 2005, ISBN 83-87879-50-9, OCLC 69296056. Brak numerów stron w książce
- Szymański J.W., Książęcy ród Gryfitów, Goleniów – Kielce 2006, ISBN 83-7273-224-8.

### Opracowania online
- Geneall.de, Katharina von Lindow-Ruppin (niem.), [dostęp 2012-01-05].
- Geneall.de, Margarethe von Pommern-Stettin (niem.), [dostęp 2012-01-05].